# Saint-Épain
Saint-Épain är en kommun i departementet Indre-et-Loire i regionen Centre-Val de Loire i de centrala delarna av Frankrike. Kommunen ligger i kantonen Sainte-Maure-de-Touraine som tillhör arrondissementet Chinon. År 2022 hade Saint-Épain 1 486 invånare.

## Befolkningsutveckling
Antalet invånare i kommunen Saint-Épain
Referens:INSEE